# El rostro amarillo
El rostro amarillo (título original: The Yellow Face o The Adventure of the Yellow Face) es uno de los 56 relatos cortos sobre Sherlock Holmes escrito por Arthur Conan Doyle. Fue publicado originalmente en The Strand Magazine y posteriormente recogido en la colección Memorias de Sherlock Holmes.

## Argumento
Un marido enamorado y torturado por la duda es el protagonista de The Yellow Face. Holmes y Watson  reciben la visita de Grant Munro, un joven y próspero comerciante de lúpulo que, tras tres años de feliz matrimonio con su esposa Effie, observa un extraño comportamiento en ella, que le sume en un mar de dudas y celos.
Finalmente, lo que parecía un complot de venganza y chantaje que confunde al mismísimo Holmes, se nos presenta como una tierna historia de amor materno-filial.